# كول أوف ديوتي: موبايل
كول أوف ديوتي: موبايل (بالإنجليزية: Call of Duty: Mobile)‏ هي لعبة فيديو على الهواتف الذكية، أصدرت في 1 أكتوبر 2019، وتعمل على منصتي آي أو إس التابعة لشركة آبل، وأندرويد التابعة لشركة غوغل، وهذه اللعبة من تطوير شركة تينسنت الصينية، ومن نشر شركة أكتفجن الأمريكية وقد تم تحميلها في أول أسبوع 100 مليون مرة.

## تقييم لعبة
| استقبال                                           |        |
| ------------------------------------------------- | ------ |
| مجموع النقاط المجموع نقاط ميتاكريتيك 81/100 [ 7 ] |        |
| مجموع النقاط                                      |        |
| المجموع                                           | نقاط   |
| ميتاكريتيك                                        | 81/100 |

## روابط خارجية
- كول أوف ديوتي: موبايل على موقع Google Play (الإنجليزية)
- كول أوف ديوتي: موبايل على موقع IMDb (الإنجليزية)
- كول أوف ديوتي: موبايل على موقع ميوزك برينز (الإنجليزية)